# Capgrossos de la Sagrada Família
Els Capgrossos de la Sagrada Família són quatre cabuts que s'anomenen el Català, en Drylus, en Kiku i el Gall. Són quatre figures que representen personatges ben diferents, amb orígens diversos, però que actualment participen plegats en les sortides, sempre portats pels més joves de la colla.

## Descripció
El Català va ser fet per Domènec Umbert el 1982 i estrenat aquell mateix any al carrer de Sant Quintí. Va néixer per iniciativa de la colla de la parròquia de Sant Josep de Calassanç, com els gegants Quintí i Peguera i els Capgrossos Macers. Com que el pas del temps i les sortides el van anar deteriorant, ara fa pocs anys va haver de ser restaurat. Se'n va encarregar el geganter Francesc Cisa.
En Drylus és un capgròs que representa un drac infantil, fet amb colors vius i amb una boca grossa i ben badada que deixa veure unes dents esmolades. Diuen que va venir a Barcelona per visitar el seu cosí, el drac del Parc Güell, i que li va agradar tant que s'hi va quedar. Surt sempre acompanyat d'un altre capgròs, en Kiku, un nen africà somrient, que sembla feliç de portar una gran piruleta que està a punt de menjar-se. Finalment, el Gall està el caganiu de la colla. No falta mai a les sortides dels capgrossos i, com que és tan xic, el porten els nens i nenes més petits. Aquestes tres últimes peces són capgrossos seriats comprats en una botiga, d'autor desconegut.
Els capgrossos Català, Kiku, Drylus i Gall són figures d'imatgeria festiva que actualment porta l'Associació Fal·lera Gegantera de la Sagrada Família, colla encarregada de custodiar i fer sortir, entre més peces, els gegants i gegantons de la Sagrada Família i els de Sant Josep de Calassanç.